# 35165 Québec
35165 Québec è un asteroide della fascia principale. Scoperto nel 1993, presenta un'orbita caratterizzata da un semiasse maggiore pari a 3,1530136 UA e da un'eccentricità di 0,0180322, inclinata di 21,12409° rispetto all'eclittica.